# Wingersheim-les-Quatre-Bans
Wingersheim-les-Quatre-Bans – gmina we Francji, w regionie Grand Est, w departamencie Dolny Ren. W 2013 roku liczba ludności wynosiła 2265 mieszkańców. 
Gmina została utworzona 1 stycznia 2016 roku z połączenia czterech ówczesnych gmin: Gingsheim, Hohatzenheim, Mittelhausen oraz Wingersheim. Siedzibą gminy została miejscowość Wingersheim.